# 1748 au Canada
Pour un article plus général, voir Chronologie du Canada.
Cet article traite des événements qui se sont produits durant l'année 1748 au Canada.

## Événements
- Mars : début de la construction du Fort Saint-Jean[1].
- 10-30 juin : départ pour l’Ouest du Chevalier de La Vérendrye[2].

- 13 juin : lancement du navire Saint-Laurent à Québec[3].
- 10 juillet : fondation à Bordeaux de la Société du Canada par François Bigot, Abraham Gradis et Jacques-Michel Bréard[4].
- 26 août : arrivée à Québec de François Bigot, nommé Intendant de la Nouvelle-France en remplacement de Gilles Hocquart[5].
- 23 septembre :
  - concession de la seigneurie de Saint-Armand près du lac Champlain à René-Nicolas Levasseur, constructeur des vaisseaux du Roi à Québec[6].
  - concession de la seigneurie de Maska à François-Pierre de Rigaud de Vaudreuil[7].
- 18 octobre : traité d'Aix-la-Chapelle. L'Île Royale et la forteresse de Louisbourg sont restitués à la France[8]. Charles des Herbiers de La Ralière est nommé gouverneur de l'Île Royale. Il arrive à Louisbourg le 29 juin 1749[9].

## Naissances
- Mars : Louis Lorimier, explorateur († 26 juin 1812).
- 31 août : Michel-Eustache-Gaspard-Alain Chartier de Lotbinière, homme politique († 1er janvier 1822).
- 21 octobre : Jean-Baptiste-Melchior Hertel de Rouville, homme politique († 30 novembre 1817).
- Jean Boudreau, homme politique († 31 août 1827).
- Sir James Henry Craig, gouverneur général de l'Amérique du Nord britannique († 12 janvier 1812).

## Décès
- 30 avril : Claude-Michel Bégon de la Cour, gouverneur de Trois-Rivières (° 15 mars 1683).
- 3 juin : Louis Levasseur, notaire à l'île Royale (° 27 décembre 1671).